# Saint-Illide
Saint-Illide est une commune du sud du Massif Central (même latitude que Bordeaux) située dans le département du Cantal, en région Auvergne-Rhône-Alpes.
Saint-Illide est traversé par le méridien de Paris (La Méridienne verte) et très proche du 45e parallèle qui après avoir traversé le vignoble bordelais touche la commune d'Ayrens limitrophe de Saint-Illide.
Ses habitants sont appelés les Saint-Illidois ou encore les Miraliers.

## Géographie

### Localisation
La commune de Saint-Illide se situe à 31 kilomètres au nord-ouest d'Aurillac et à 28 kilomètres à l'ouest de Salers, en bordure du parc naturel régional des volcans d'Auvergne. Elle est bordée à l'ouest par l'Etze, au sud par la Soulane et au nord par la Bertrande et son affluent la Doire.
L'altitude à la mairie est de 660 m.
Altitudes minimum et maximum : 424 m et 733 m.
|                       | Saint-Martin-Cantalès | Saint-Cirgues-de-Malbert |
| Arnac                 | Saint-Illide          | Saint-Cernin             |
| Saint-Santin-Cantalès | Ayrens                | Freix-Anglards           |

### Climat
Pour des articles plus généraux, voir Climat d'Auvergne-Rhône-Alpes et Climat du Cantal.
En 2010, le climat de la commune est de type climat des marges montargnardes, selon une étude du CNRS s'appuyant sur une série de données couvrant la période 1971-2000. En 2020, Météo-France publie une typologie des climats de la France métropolitaine dans laquelle la commune est exposée à un climat de montagne ou de marges de montagne et est dans la région climatique Ouest et nord-ouest du Massif Central, caractérisée par une pluviométrie annuelle de 900 à 1 500 mm, maximale en automne et en hiver.
Pour la période 1971-2000, la température annuelle moyenne est de 10,1 °C, avec une amplitude thermique annuelle de 15,4 °C. Le cumul annuel moyen de précipitations est de 1 257 mm, avec 13,1 jours de précipitations en janvier et 8 jours en juillet. Pour la période 1991-2020, la température moyenne annuelle observée sur la station météorologique de Météo-France la plus proche, sur la commune de Marmanhac à 15 km à vol d'oiseau, est de 10,6 °C et le cumul annuel moyen de précipitations est de 1 461,7 mm,. Pour l'avenir, les paramètres climatiques de la commune estimés pour 2050 selon différents scénarios d'émission de gaz à effet de serre sont consultables sur un site dédié publié par Météo-France en novembre 2022.

## Urbanisme

### Typologie
Au 1er janvier 2024, Saint-Illide est catégorisée commune rurale à habitat très dispersé, selon la nouvelle grille communale de densité à 7 niveaux définie par l'Insee en 2022.
Elle est située hors unité urbaine. Par ailleurs la commune fait partie de l'aire d'attraction d'Aurillac, dont elle est une commune de la couronne,. Cette aire, qui regroupe 85 communes, est catégorisée dans les aires de 50 000 à moins de 200 000 habitants,.

### Occupation des sols
L'occupation des sols de la commune, telle qu'elle ressort de la base de données européenne d’occupation biophysique des sols Corine Land Cover (CLC), est marquée par l'importance des territoires agricoles (55,3 % en 2018), en augmentation par rapport à 1990 (54,3 %). La répartition détaillée en 2018 est la suivante : 
forêts (43,4 %), zones agricoles hétérogènes (28,8 %), prairies (26,4 %), zones urbanisées (1,2 %), eaux continentales (0,1 %). L'évolution de l’occupation des sols de la commune et de ses infrastructures peut être observée sur les différentes représentations cartographiques du territoire : la carte de Cassini (XVIIIe siècle), la carte d'état-major (1820-1866) et les cartes ou photos aériennes de l'IGN pour la période actuelle (1950 à aujourd'hui).

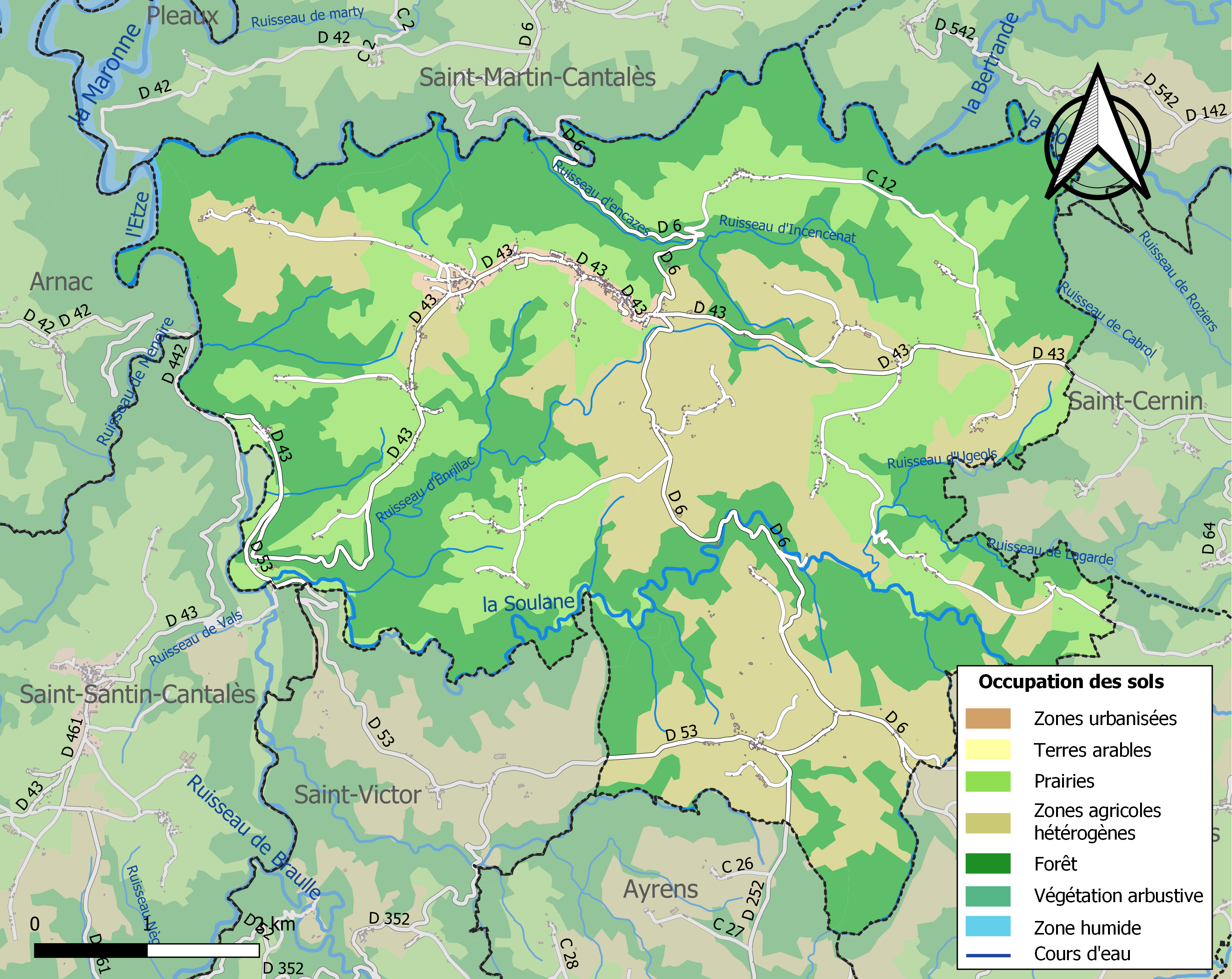
Carte des infrastructures et de l'occupation des sols de la commune en 2018 (CLC).

### Lieux-dits, hameaux et écarts
Assez étendue avec une superficie de 39,71 kilomètres carrés, alors que la moyenne pour une commune de France métropolitaine est de 14,88 kilomètres carrés, la commune de Saint-Illide compte un grand nombre de hameaux :
- Albart (ancien fief noble qui appartenait à la famille de Barriac), le Bel-Air, le Bélestat (ancien fief qui appartenait à la famille famille du Crozet), le Bouissou et le Bruel,
- Camps, Carmontes, le Cassan, le Castanier, Caussin et le Couderc,
- Darnis,
- Encazes et Escarvajols,
- le Fau et le Flouroux,
- Gibanel, Gounoulès, Goutenègre et la Grifoulière,
- Labontat (fief sur lequel était situé le château de La Bontat qui appartenait à la famille du Prallat), Lacam, Lacroqueille, Lafon, Lalande (où est situé un très vieux tilleul), Lapauze, Lasserre, Laveissière et Leygues,
- la Maison Rouge, Montalat,
- Parieu Bas, Parieu Haut (lieu d'où est originaire la famille Esquirou de Parieu) et le Poux,
- Ugeols,
- Veillant et Vergnes.

### Habitat et logement
En 2018, le nombre total de logements dans la commune était de 422, alors qu'il était de 412 en 2013 et de 426 en 2008.
Parmi ces logements, 59,2 % étaient des résidences principales, 19,5 % des résidences secondaires et 21,4 % des logements vacants. Ces logements étaient pour 95,9 % d'entre eux des maisons individuelles et pour 4,1 % des appartements.
Le tableau ci-dessous présente la typologie des logements à Saint-Illide en 2018 en comparaison avec celle du Cantal et de la France entière. Une caractéristique marquante du parc de logements est ainsi une proportion de résidences secondaires et logements occasionnels (19,5 %) inférieure à celle du département (20,4 %) mais supérieure à celle de la France entière (9,7 %). Concernant le statut d'occupation de ces logements, 80,2 % des habitants de la commune sont propriétaires de leur logement (77,5 % en 2013), contre 70,4 % pour le Cantal et 57,5 pour la France entière.
| Typologie                                               | Saint-Illide | Cantal | France entière |
| ------------------------------------------------------- | ------------ | ------ | -------------- |
| Résidences principales (en %)                           | 59,2         | 67,7   | 82,1           |
| Résidences secondaires et logements occasionnels (en %) | 19,5         | 20,4   | 9,7            |
| Logements vacants (en %)                                | 21,4         | 11,9   | 8,2            |

## Histoire

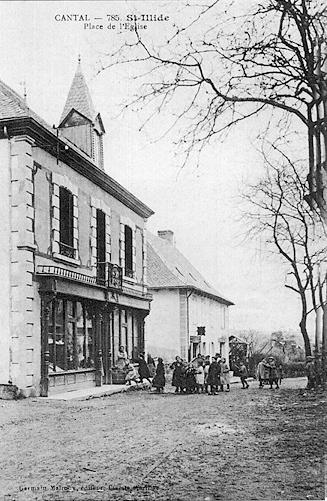
La place de l'église sur une carte postale ancienne.

L'actuel Saint-Illide (Saint Alyre en langue d'oc), était peuplé, un peu avant notre ère, de Celtes qui occupaient alors tout le massif volcanique de l'actuel Cantal.
Essentiellement couvert de forêts en raison d'un sol peu fertile, le territoire de Saint-Illide présentait un habitat peu dense et dispersé.
La romanisation, amorcée dès le Ier siècle apr. J.-C. se développe rapidement surtout après la christianisation du territoire de l'actuel Cantal à partir du IIIe siècle.
Au Moyen-âge, le "pays des montagnes" est entre les mains des grands féodaux dont le plus puissant est l'abbaye d'Aurillac fondée en 894 par le comte Géraud.
Aux Xe et XIe siècles, l'abbaye St Géraud fonde de très nombreux prieurés dont celui de Saint-Illide, baptisé par les moines bénédictins du nom d'un des premiers évêques d'Auvergne, Illide (336-384);
Comme souvent, le prieuré sert de point d'appui à la vie d'une petite bourgade qui s'accroît peu à peu, dont les habitants trouvent auprès de lui assistance et protection contre le brigandage, les petits féodaux abusifs et plus tard, les assaillants anglais et huguenots.

## Politique et administration

### Découpage territorial
À la suite de la réforme du mode d'élection départemental votée en 2013, le nombre et les limites des cantons du Cantal ont été modifiées.
Comme l'ensemble des communes de l'ancien canton de Saint-Cernin, celles de l'ancien canton de Jussac et les communes de Laroquevieille, Marmanhac, Saint-Chamant et Saint-Projet-de-Salers, Saint-Illide intègre en 2015 le nouveau canton de Naucelles.

### Élections municipales et communautaires

#### Liste des maires
| Période                                  | Période  | Identité                               | Étiquette     | Qualité                                                           |
| ---------------------------------------- | -------- | -------------------------------------- | ------------- | ----------------------------------------------------------------- |
| Les données manquantes sont à compléter. |          |                                        |               |                                                                   |
| 1800                                     | 1803     | Antoine Lalande                        |               |                                                                   |
| 1804                                     | 1854     | Basile Rengade                         |               |                                                                   |
| 1854                                     | 1855     | Jean Baptiste Elisabeth Lascombes      |               |                                                                   |
| 1855                                     | 1858     | Alexandre Esquirou                     |               |                                                                   |
| 1858                                     | 1890     | Ludovic Louis Antoine Esprit Lascombes |               |                                                                   |
| 1890                                     | 1892     | Antonin Jarrige                        |               |                                                                   |
| 1892                                     | 1904     | Antonin Bruel                          |               |                                                                   |
| 1904                                     | 1908     | Léon Limbertie                         |               |                                                                   |
| 1908                                     | 1929     | Antonin Aumont                         |               |                                                                   |
| 1929                                     | 1940     | Léon Fleys                             |               |                                                                   |
| 1940                                     | 1943     | Édouard Bastid                         |               |                                                                   |
| 1943                                     | 1945     | Pierre Cinqualbre                      |               |                                                                   |
| 1945                                     | 1946     | Léon Fleys                             |               |                                                                   |
| 1946                                     | 1953     | Paul Cinqualbre                        |               |                                                                   |
| 1953                                     | 1959     | Gabriel Dutrevy                        |               |                                                                   |
| 1959                                     | 1971     | Paul Cinqualbre                        |               |                                                                   |
| 1971                                     | 2001     | Marcel Verniole                        | RPR           | conseiller général du canton de Saint-Cernin (1972-1998)          |
| 2001                                     | 2020     | François Lachaze                       | ? puis UMP-LR | Conseiller général du canton de Saint-Cernin (2011-2015), médecin |
| 2020                                     | en cours | Jean-Pierre Cinqualbres                |               |                                                                   |

#### Composition de l’actuel conseil municipal
Le conseil municipal actuel, issu des élections municipales de 2020, est composé de 15 membres dont 9 sortants et 6 nouveaux.
Les conseillers municipaux sont issus de la liste Vivre ensemble en Pays Miralier conduite par Jean-Pierre Cinqalbres.

## Population et société

### Démographie

#### Évolution démographique
L'évolution du nombre d'habitants est connue à travers les recensements de la population effectués dans la commune depuis 1793. Pour les communes de moins de 10 000 habitants, une enquête de recensement portant sur toute la population est réalisée tous les cinq ans, les populations de référence des années intermédiaires étant quant à elles estimées par interpolation ou extrapolation. Pour la commune, le premier recensement exhaustif entrant dans le cadre du nouveau dispositif a été réalisé en 2007.

En 2022, la commune comptait 649 habitants, en évolution de −1,07 % par rapport à 2016 (Cantal : −1,08 %, France hors Mayotte : +2,11 %).
| 1793  | 1800  | 1806  | 1821  | 1831  | 1836  | 1841  | 1846  | 1851  |
| ----- | ----- | ----- | ----- | ----- | ----- | ----- | ----- | ----- |
| 1 424 | 1 365 | 1 812 | 1 825 | 1 830 | 1 873 | 1 737 | 1 817 | 1 923 |

| 1856  | 1861  | 1866  | 1872  | 1876  | 1881  | 1886  | 1891  | 1896  |
| ----- | ----- | ----- | ----- | ----- | ----- | ----- | ----- | ----- |
| 1 837 | 1 777 | 1 532 | 1 598 | 1 657 | 1 646 | 1 863 | 1 860 | 1 605 |

| 1901  | 1906  | 1911  | 1921  | 1926  | 1931  | 1936  | 1946  | 1954  |
| ----- | ----- | ----- | ----- | ----- | ----- | ----- | ----- | ----- |
| 1 559 | 1 544 | 1 524 | 1 288 | 1 175 | 1 074 | 1 064 | 1 095 | 1 045 |

| 1962  | 1968 | 1975 | 1982 | 1990 | 1999 | 2006 | 2007 | 2012 |
| ----- | ---- | ---- | ---- | ---- | ---- | ---- | ---- | ---- |
| 1 025 | 959  | 802  | 717  | 701  | 668  | 667  | 667  | 648  |

| 2017 | 2022 | - | - | - | - | - | - | - |
| ---- | ---- | - | - | - | - | - | - | - |
| 656  | 649  | - | - | - | - | - | - | - |

#### Pyramide des âges
La population de la commune est relativement âgée. En 2018, le taux de personnes d'un âge inférieur à 30 ans s'élève à 20,3 %, soit un taux inférieur à la moyenne départementale (27,0 %). Le taux de personnes d'un âge supérieur à 60 ans (46,1 %) est supérieur au taux départemental (35,5 %).
En 2018, la commune comptait 888 hommes pour 913 femmes, soit un taux de 50,70 % de femmes, supérieur au taux départemental (51,37 %).
Les pyramides des âges de la commune et du département s'établissent comme suit :
| Hommes | Classe d’âge | Femmes |
| ------ | ------------ | ------ |
| 2,0    | 90 ou +      | 5,8    |
| 11,3   | 75-89 ans    | 18,4   |
| 29,9   | 60-74 ans    | 24,4   |
| 22,7   | 45-59 ans    | 18,9   |
| 14,4   | 30-44 ans    | 11,8   |
| 9,4    | 15-29 ans    | 8,9    |
| 10,4   | 0-14 ans     | 11,8   |

| Hommes | Classe d’âge | Femmes |
| ------ | ------------ | ------ |
| 1,2    | 90 ou +      | 3,1    |
| 10,1   | 75-89 ans    | 13,5   |
| 22,9   | 60-74 ans    | 22,6   |
| 21,8   | 45-59 ans    | 20,5   |
| 16,1   | 30-44 ans    | 15,2   |
| 13,8   | 15-29 ans    | 11,9   |
| 14,2   | 0-14 ans     | 13,3   |

### Sports et loisirs
Parmi les activités praticables sur la commune, on peut relever le football (avec l'équipe de l'AS Ayrens Saint-Illide) ou les sports mécaniques (terrain de motocross) dans le domaine sportif ainsi que les promenades et excursions en plein air dans celui des loisirs.

## Économie
La commune de Saint-Illide compte quelques commerces de proximité dans son bourg (agence postale communale, épicerie, boucherie/charcuterie, bar) ainsi qu'une ferme auberge et plusieurs gîtes ruraux.
Une grande foire, séculaire, est organisée tous les ans pour le 1er mai. Fréquentée par de nombreux visiteurs, elle comporte diverses animations (animaux, matériel agricole ancien, salon du livre..) et attire un grand nombre de commerçants.

## Culture locale et patrimoine

### Lieux et monuments
- La chapelle d'Albart est la chapelle de l'hospice fondé par Pierre Bos-Darnis. Construite entre 1875 et 1885, cette chapelle de style néo-gothique est inscrite au Monument Historique depuis 2013.
- Dans l'église du bourg, des objets sont inscrits à l'inventaire supplémentaire des Monuments Historiques , parmi lesquels deux cloches de bronze du XVIe siècle, et  des stalles en bois sculpté, appelées miséricordes, datant du XVe siècle. Les miséricordes proviennent du chapitre de Saint-Chamant, et représentent des êtres fantastiques (sirènes...) et des scènes de la vie quotidienne.

### Personnalités liées à la commune
- Mgr Joseph Darnis (1814-1858) né au Fau de Saint-Illide, Préfet apostolique de la Perse (actuel Iran)
- Le cousin du précédent, Pierre Bos-Darnis (1809-1869), bienfaiteur de la commune, ancien dirigeant du Moniteur industriel et de plusieurs autres journaux.
- Félix Esquirou de Parieu (1815-1893), Grand Croix de la Légion d'honneur, homme d’État du XIXe siècle, député puis sénateur du Cantal, plusieurs fois ministre sous le Second Empire, dont la famille est issue de la commune.
- Léon-Germain Fleys (1874-1965), Grand-officier de la Légion d'honneur, directeur de cabinet d'Alexandre Millerand, Président de la République puis magistrat, nommé en fin de carrière premier président honoraire de la Cour de Cassation (premier magistrat de France)[22].
- Professeur François Darnis (1920-2012), officier de la Légion d'honneur,  membre de l'Académie nationale de Médecine, issu d'une famille originaire de Saint-Illide depuis au moins le XIVe siècle.

### Héraldique
|  | Les armes de la commune se blasonnent ainsi : De gueules aux trois têtes d’aigle d’or. |